# Robert Hubert
Pour les articles homonymes, voir Hubert.

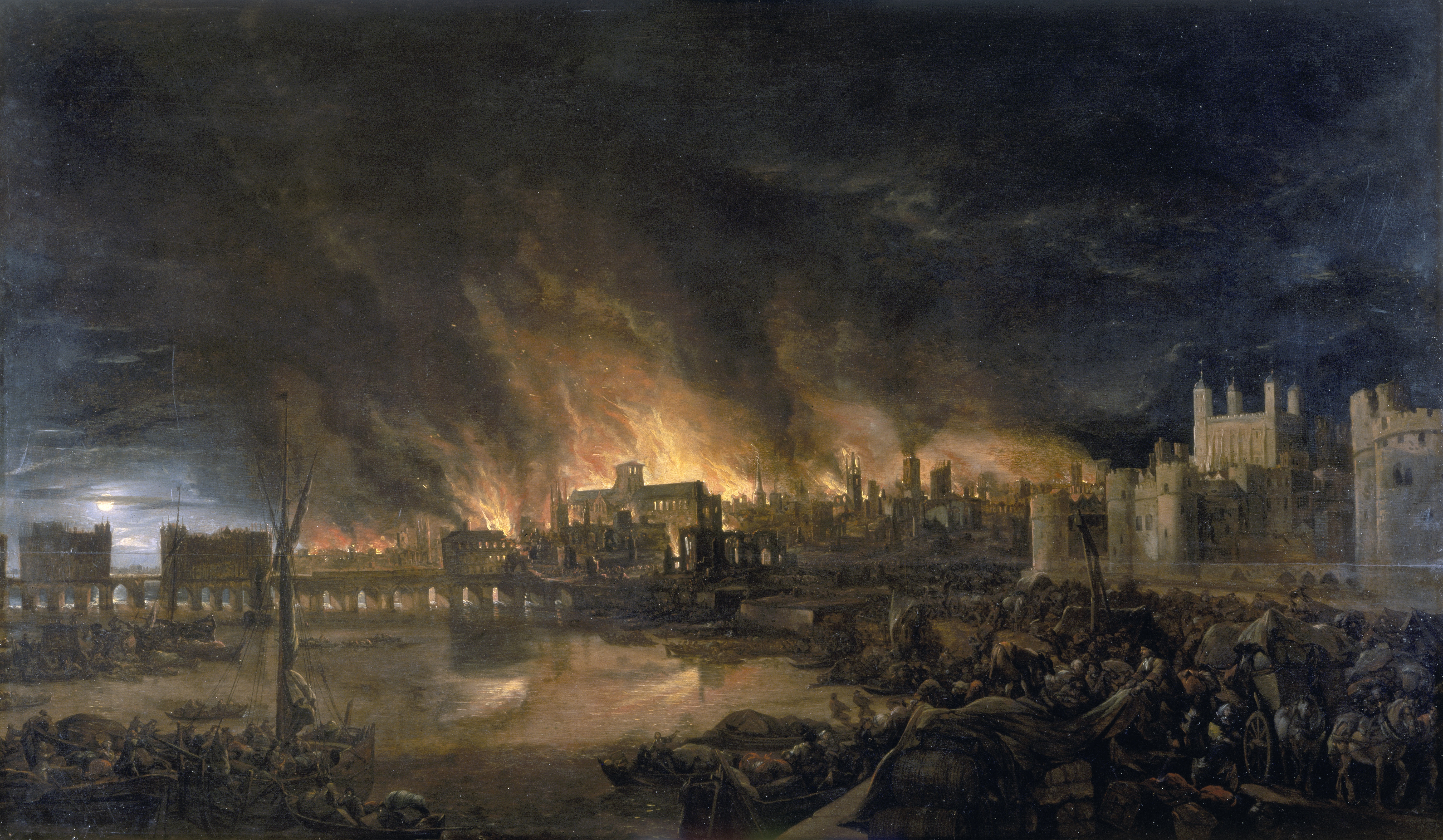
Détail d’un tableau de 1666 représentant le Grand incendie de Londres (artiste inconnu).

Robert Hubert, né vers 1640 à Rouen et exécuté le 27 octobre 1666 à Tyburn, est un horloger français injustement condamné après avoir faussement avoué avoir déclenché le grand incendie de Londres. Il ne se trouvait même pas en Angleterre au moment de l’incendie.

## Incendie
Entre les 2 et 5 septembre 1666, près des quatre-cinquièmes de la ville de Londres avaient été détruits dans un incendie majeur qui s’était déclaré dans Pudding Lane.
Hubert avoua d’abord avoir allumé un feu à Westminster. Cependant, cette histoire s’avéra insatisfaisante, et il changea sa version lorsqu’il apprit que le feu n’avait jamais atteint Westminster. Ayant apparemment appris que l’incendie s’était déclaré dans Pudding Lane, dans la maison du boulanger Thomas Farynor, Hubert affirma alors avoir lancé une grenade incendiaire de fabrication artisanale par la fenêtre ouverte de la boulangerie Farynor. La boulangerie Farynor n’avait pas de fenêtres. Apparemment, le motif avoué de Hubert, qui prétendait avoir agi avec des complices, qui avaient saboté les efforts visant à éteindre le feu en fermant les robinets d’eau, était qu’il était un espion français, et un agent du pape.

## Aveux

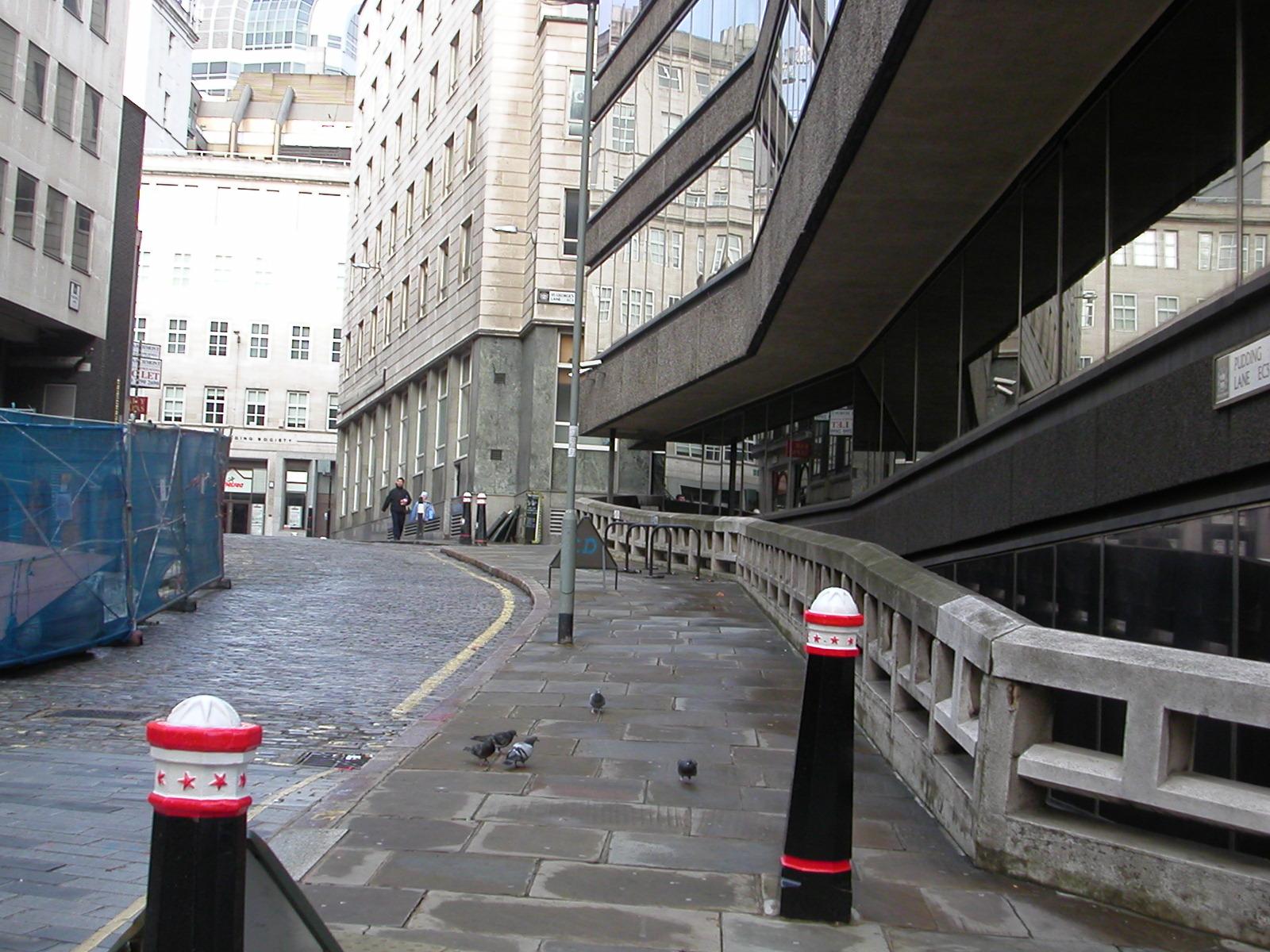
Vue de Pudding Lane, site du départ de feu.

Les aveux d’Hubert n’ont jamais paru convaincants, et la raison n’est pas seulement à en rechercher dans la modification rétroactive de son histoire pour concorder avec les faits. Celui-ci ne se trouvait même pas à Londres au moment du départ de feu. En fait, il n’avait même pas encore posé le pied en Angleterre, où il n’est arrivé que deux jours après le début de l’incendie. La présence d’Hubert hors du pays au moment du départ de feu ne fait aucun doute, comme l’atteste le témoignage, des années plus tard, d’un capitaine du vaisseau suédois Den Jungfrun av Stockholm, selon lequel il avait personnellement débarqué à terre Hubert deux jours après le déclenchement de l’incendie. N’ayant jamais vu la boulangerie Farynor, Hubert ne pouvait pas non plus savoir qu’elle n’avait pas de fenêtres. De plus, il souffrait d’un handicap jugé si grave qu’il l’aurait rendu incapable de jeter la soi-disant grenade.
Les aveux d’Hubert ont souvent été attribués à sa simplicité d’esprit, à une incapacité mentale à comprendre ce qu’il faisait réellement, à une sorte de tendance à avouer n’importe quoi. Une source affirme, cependant, que ses aveux ont été forcés « probablement par une forme extrême de  torture. »
Comme le laisse entendre The London Gazette, certains mettent la catastrophe sur le compte du hasard :

« [...] Nonobstant le soupçon, la forme de combustion suivant tout du long une succession, et ensuite soufflé dans tout son chemin par de fortes ailes, nous porte à conclure que l’ensemble est l’effet d’un malheureux hasard, ou pour mieux dire, de la lourde main de Dieu sur nous pour nos péchés [...] »

En dépit des nombreuses lacunes évidentes et des invraisemblances dans les aveux d’Hubert, il y avait besoin d’un bouc émissaire, besoin apparemment si élevé que le roi lui-même fut soupçonné de l’avoir fomenté pour punir le peuple de Londres pour l’exécution de son père. Le nationalisme était exalté car l’Angleterre était, à l’époque, en guerre avec de nombreuses nations, ce qui rendait leurs ressortissants – français, espagnols, néerlandais et irlandais – automatiquement suspects. Les Français étaient tout particulièrement vulnérables, comme le montre l’assassinat d’un Français dont les balles de tennis furent prises pour des « boules de feu ». Comme le suggère The London Gazette, sa qualité d’étranger et de Français faisait d’Hubert un suspect de choix :

« [...] Des étrangers, néerlandais et français, ont été arrêtés, lors de l’incendie, sous la suspicion qu’ils y ont contribué par malice, qui sont tous emprisonnés, et des informations prêtes à faire une [...] enquête rigoureuse »

Les catholiques constituaient également des suspects de choix, et les accusations contre eux étaient si prononcées que, de 1668 à 1830, le Monument au Grand incendie de Londres porta, avec de brèves interruptions, les mots :

« [...] Le terrible incendie de cette ville ; commencé et continué par la trahison et la méchanceté de la faction papiste, mais la frénésie papale, qui a forgé de telles horreurs, n’est pas encore éteinte. »

## Procès

Le tribunal d’Old Bailey.

Hubert, qui présentait les caractéristiques du coupable idéal, fut jugé et condamné au tribunal d’Old Bailey.
En dépit des contradictions des aveux d’Hubert ainsi que de l’opinion publique, la famille Farynor, dans la boulangerie de laquelle l’incendie avait commencé, était naturellement sous pression. Il leur fallait démontrer que leurs fours avaient été correctement aspergés et trois membres de la famille siégeaient dans le jury. Thomas Farynor déclara qu’après minuit, il était :

« passé par chaque pièce et n’avait trouvé de feu que dans une cheminée, où la salle était pavée de briques, lequel feu j’ai diligemment ratissé en braises [...] ni fenêtre ni porte n’ayant pu laissé le vent les déranger et que ce feu était absolument contrôlé [...] »

Peu de membres du jury lors du procès croyaient Hubert réellement coupable. Un récit contemporain prétend que Hubert n’était « accusé que sur ses propres aveux, que ni les juges ni personne de présent à son procès ne le croyait coupable, mais qu’il était un pauvre hère agité, fatigué de la vie, et qui avait choisi de la quitter de cette façon. » Le jury déclara qu’il n’avait pas « la crainte de Dieu devant les yeux, mais qu’il [était] mû et entrainé par l’instigation du diable ».
Après la pendaison d’Hubert à Tyburn, une foule de Londoniens mit son corps en pièces alors qu’on le remettait à la Société des barbiers-chirurgiens pour procéder à sa dissection.
On espérait que « les rumeurs de complots et de conspirations pourraient mourir avec lui ». En 1667, une fois passé le besoin de boucs émissaires, le feu fut officiellement attribué à « la main de Dieu, un grand vent et une saison très sèche… » Une source attribue l’accident à une étincelle tombée sur une botte de paille dans la boulangerie Farynor, et beaucoup pensent que l’étincelle venait du four de la boulangerie Farynor.